# Róbert Semeník
Róbert Semeník (Nagykürtös, 1973. január 13. –) szlovák válogatott labdarúgó.

## Mérkőzései a szlovák válogatottban
| #  | Dátum              | Ellenfél         | Eredmény | Kiírás              | Esemény |
| -- | ------------------ | ---------------- | -------- | ------------------- | ------- |
| 1. | 1995. november 15. | Románia          | 0 – 2    | Eb-selejtező        | 69'     |
| 2. | 1996. március 27.  | Fehéroroszország | 4 – 0    | barátságos mérkőzés | 64'     |
| 3. | 1996. május 9.     | Svédország       | 1 – 2    | barátságos mérkőzés | 75'     |
| 4. | 1997. február 2.   | Bolívia          | 1 – 0    | barátságos mérkőzés | 64'     |
| 5. | 1997. február 5.   | Costa Rica       | 2 – 2    | barátságos mérkőzés | 78'     |
| 6. | 1997. február 8.   | Kolumbia         | 0 – 1    | barátságos mérkőzés |         |
| 7. | 1997. március 11.  | Bulgária         | 1 – 0    | barátságos mérkőzés | 46'     |
| 8. | 1997. március 31.  | Málta            | 2 – 0    | Vb-selejtező        | 84'     |

## Sikerei, díjai
Egyéni:
- Szlovák labdarúgó-bajnokság gólkirály: 1994-1995, 1995-1996

## Fordítás
- Ez a szócikk részben vagy egészben  a   Róbert Semeník című angol Wikipédia-szócikk fordításán alapul.  Az eredeti cikk szerkesztőit annak laptörténete sorolja fel. Ez a jelzés csupán a megfogalmazás eredetét és a szerzői jogokat jelzi, nem szolgál a cikkben szereplő információk forrásmegjelöléseként.